# Delgadito
Delgadito (in Tchihende Tudeevia; 1810 circa – 1864) fu un capo (nantan) della sottodivisione Copper Mines degli Tchihende, cioè i Mimbreños, divisione degli Apache "centrali" (Tchihende, Chiricahua e Ndendahe).

## La vita
Egli combatté in gioventù e in età matura agli ordini dei grandi capi Tchihende come Juan Josè (del quale sarebbe stato nipote) e Fuerte, e poi dei loro successori Mangas Coloradas (capo diretto della sottodivisione "Coppermine" Mimbreño e capo principale dei Tchihende) e Cuchillo Negro (capo diretto della sottodivisione "Warm Springs" Mimbreño, alla quale anche Nana apparteneva, e secondo capo per importanza dei Tchihende); guerriero valoroso e capo avveduto, succedette a Mangas Coloradas, del quale era tradizionalmente il più apprezzato luogotenente, come capo dei "Coppermine" Mimbreños. Partecipò, con un ruolo di primo piano, alle vicende belliche e alla guerriglia Apache fino alla metà del decennio 1860, insieme ai coetanei Cochise (capo degli Tsokanende o Chiricahua) e Nana, e ai più giovani Victorio, Loco, Juh, Chihuahua, Geronimo, ma forse non divenne se non nominalmente il capo principale di tutti i Mimbreños, poiché, nel frattempo, il più giovane Victorio, genero dello stesso Mangas Coloradas, aveva raggiunto fama e prestigio anche superiori in grazia delle sue straordinarie doti di guerriero e condottiero, succedendo a Cuchillo Negro come capo principale "Warm Springs" Mimbreños a tutti gli effetti (e trovandosi il più anziano Nana a ricoprire il ruolo di luogotenente del più giovane Victorio).
Delgadito affiancò o rappresentò spesso Mangas Coloradas e anche Cuchillo Negro in occasione di rapporti con Nordamericani e Messicani.
Nell'estate 1850, a Janos, dopo trattative condotte nella primavera, Delgadito e alcuni altri capi Mimbreño e Nednhi stipularono un trattato coi rappresentanti del Chihuahua.
Nel giugno 1851 Delgadito, Ponce e Coleto Amarillo accompagnarono Mangas Coloradas a Santa Rita del Cobre per incontrare il gen. J.R. Bartlett, rappresentante U.S.A. per la definizione in loco dei confini col Messico, e, fintanto che gli Apache non si sentirono delusi e traditi dai nuovi venuti Anglo-americani, furono avviati rapporti cordiali e intensi scambi commerciali; nello stesso 1851 furono riaperte le miniere di Santa Rita del Cobre, protette dal vicino Fort Webster, e i Pindah occuparono la zona, dove si era stabilito Cuchillo Negro con la sua banda, imponendo il loro proprio dominio e proteggendo i Messicani secondo gli impegni assunti col Governo messicano. Nonostante la buona volontà dei capi (Mangas Coloradas, Cuchillo Negro, Delgadito, Ponce e Coleto Amarillo), che dovettero intervenire ripetutamente per evitare reazioni drastiche da parte dei guerrieri, col passare del tempo però i rapporti si fecero sempre più difficili, fino a che gli Apache non li interruppero.
Nel marzo 1852 le truppe della Sonora avanzarono verso i Chiricahua Mountains, dove i Messicani si incontrarono con Delgadito e Cascos (figlio di Mangas Coloradas), per i Mimbreños, e con alcuni capi dei Chiricahuas, fra i quali Esquinaline, Miguel Narbona e, forse, Cochise; Delgadito in particolare intendeva concordare la liberazione di alcuni della sua banda, catturati giorni prima e detenuti a Fronteras, ma i Messicani, di fronte a una forza di circa 180 guerrieri Apache, preferirono disimpegnarsi; due giorni dopo circa 300 o 400 Apache attaccarono i soldati messicani a Bonita Canyon inducendoli a rientrare in Sonora.
Nell'estate 1853, a Fort Webster, Mangas Coloradas, Cuchillo Negro, Delgadito, Ponce, Victorio e altri sottoscrissero un nuovo trattato (poi non ratificato) col Governatore W.C. Lane, ma nei mesi successivi rifiutarono ogni invito a recarsi a Washington.
Nel maggio 1854 Miguel Narbona e Delgadito raggiunsero Alamos attaccandone la cinta esterna alla testa di 200 guerrieri Chiricahua e Mimbreño.
Nell'estate 1855, istituito da parte del Governo di uno speciale Commissario per i trattati con gli indiani, fu convocato un concilio dei capi Mescalero, Mimbreño e "Gila" a Fort Thorn: nel giugno 1854, sottoscrivendo il trattato di Fort Thorn (mai ratificato dal Senato), i Mimbreños e i "Gilas" (Chiricahuas?) accettavano di essere assegnati in riserve di 2.000/2.500 miglia quadrate, cedendo agli USA circa 12.000/15.000 miglia quadrate di terra ciascuno; Delgadito sottoscrisse il trattato in rappresentanza dei Mimbreños, non essendosi presentati, per motivi diversi, Mangas Coloradas (che lo aveva delegato a rappresentarlo), Cuchillo Negro e gli altri capi più importanti.
Nell'aprile 1856 il col. D.T. Chandler, di ritorno da una spedizione contro i Mogollones (Bedonkohes?), giunto in vista del villaggio di Delgadito mosse incontro agli Apache con una compagnia di fanteria e un distaccamento di Dragoni e aprì il fuoco: una donna fu uccisa, un'altra e tre bambini furono feriti e un bambino disperso, poi gli Apache accettarono la promessa di un indennizzo per le perdite assurdamente subite. Nel dicembre furono assassinati due sottocapi inviati dall'agente M. Steck alla ricerca di alcuni cavalli rubati ai Mimbreños di Delgadito, ma Steck ottenne da Delgadito la promessa che i Mimbreños non avrebbero vendicato la morte dei due. Nello stesso 1856 Delgadito condusse una grande scorreria nel Chihuahua, insieme a Victorio, poi si stabilì nei dintorni di Janos per qualche tempo.
Nel corso della spedizione contro i Mogollones e i Coyoteros, condotta dal col. B.L.E. Bonneville, dal col. D.S. Miles, e dal col. William W. Loring, lungo il Rio Mimbres nel Black Range, in una zona dove non si trovavano ostili, i Pueblos aggregati alla colonna di Loring trovarono e attaccarono un accampamento Mimbreño, dove si trovavano Cuchillo Negro e alcuni Apache della sua banda, reduci da una scorreria ai danni dei Navaho con un bottino (probabilmente molto interessante per i Pueblos) di circa 1.000 pecore: sei o sette Apache, tra cui lo stesso Cuchillo Negro, furono uccisi, nove donne e bambini catturati e alcuni capi di bestiame presi come bottino nel Canyon de Los Muertos Carneros 25 maggio 1857; in varie occasioni i militari spararono contro i Mimbreños che mostravano la bandiera bianca, e Delgadito (che nella stessa primavera si trasferì a Janos) ne informò Steck che poté solo consigliare agli Apache che non si erano recati in Messico di raggrupparsi intorno a Fort Thorn. Negli anni successivi Delgadito continuò a operare scorrerie oltre il confine messicano facendo l'impossibile per evitare lo scontro con i Nordamericani.
Alla morte di Mangas Coloradas, catturato a tradimento e assassinato a Fort McLane il 18 gennaio 1863, Delgadito divenne il capo dei Mimbreños, ma il vero capo di guerra era Victorio, al quale si affiancavano Loco e l'anziano Nana.
Nel 1864 anche Delgadito fu ucciso (secondo una tradizione, assassinato a tradimento da un Messicano sul Rio Mimbres; secondo altre versioni, nel corso di un combattimento o presso Pinos Altos, quando un gruppo di circa 40 bianchi uccise 12 Apache, ovvero contro le truppe messicane del gen. Estanislao Montoya, i cui rurales assalirono una banda di presunti razziatori Mimbreño uccidendone 20), e Victorio fu riconosciuto capo principale dei Mimbreños.